# サンポーニャ
サンポーニャ（西: zampoña）は、南米アンデス地方の音楽フォルクローレに使われる笛の一種。旧インカ帝国の文化圏内で用いられる、閉塞した葦の管を吹いて音を出すパンパイプと呼ばれる管楽器の一種である。先住民の言葉アイマラ語ではシーク（sicu, "音を出す管"の意）と呼び、またこの楽器を使用した合奏をシクリアーダ (sicuriada) と呼ぶ。

## 概要

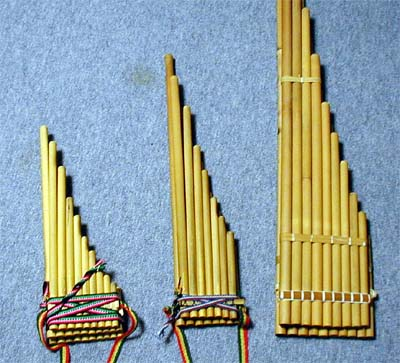
サンポーニャ（左からマルタ・サンカ・トヨス）。写真の上下は楽器の上下と逆になっている

サンポーニャは、一つの管が一つの高さの音しか出せないため、長さの異なる管を束ねて一つの楽器とする。この種の楽器は、ルーマニアのナイを初めとして世界各国に広く見られるが、サンポーニャが他のパンパイプと大きく異なっているのは、元々は2人が1組になって、一方がドミソ...と束ねた楽器、他方がレファラ...と束ねた楽器を持ち、各人が自分の担当する音階を交互に吹鳴させて、あたかも一つの楽器で一曲を奏でているかのように旋律を織り成すという「コンテスタード（西: contestado / 応えるの意、日本ではドブレ〈西: doble / 二倍の意〉と呼ばれることもある）」という奏法で演奏されていたことである。ただし、このような奏法がいつごろから行われているのかはわかっていない。現在のフォルクローレの中では、この2つの楽器を重ねて持って1人で演奏する奏法の方が一般的である。
また伝統楽器としてのシーク（サンポーニャ）は、イタラケ、アヤタ、そしてチャラサニ地方のカントゥ等、ボリビア一国の中でも地域によりかなり違いが見られる。

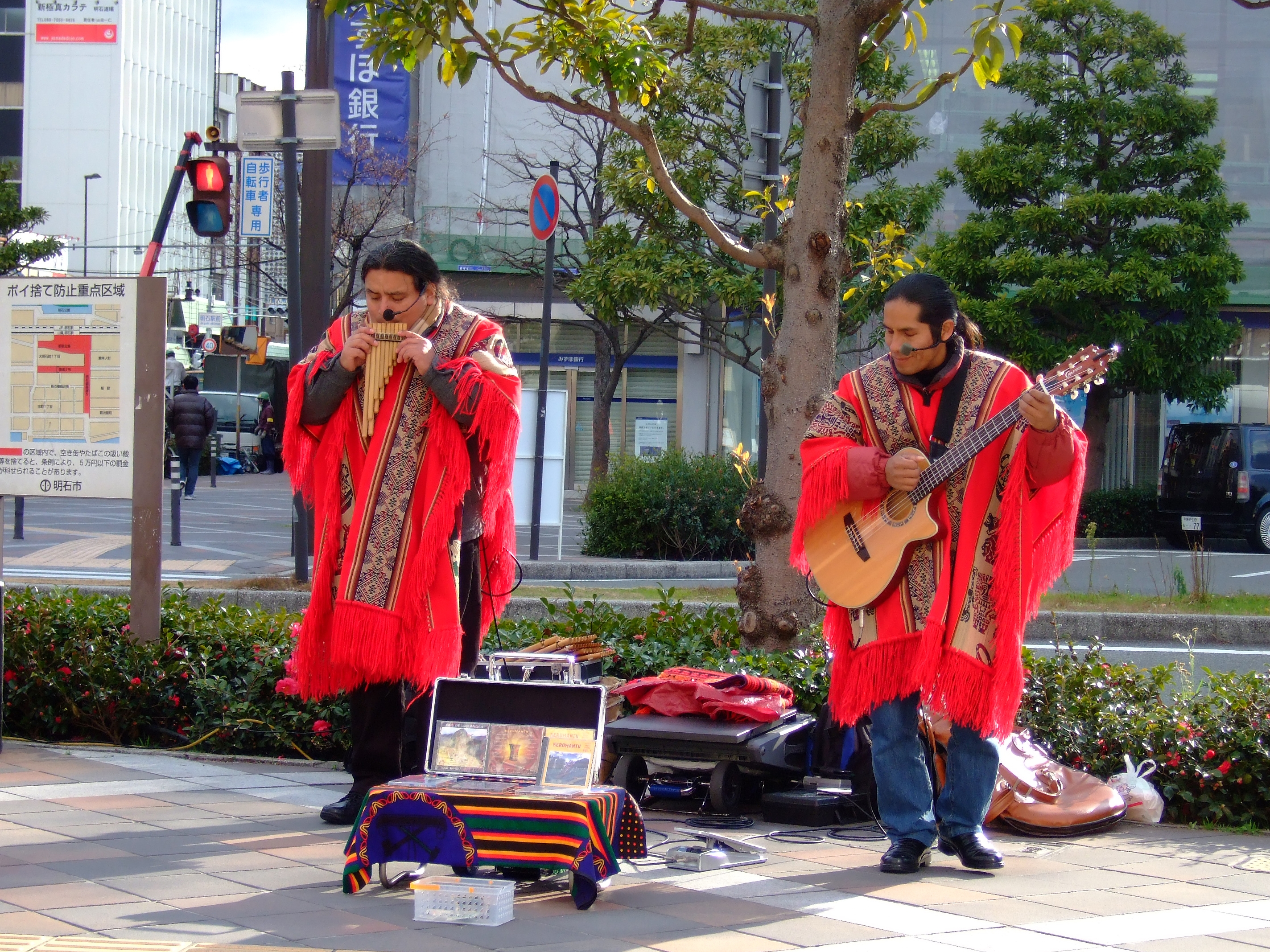
路上ライブによる演奏

現代的な楽器としてのサンポーニャは、調律はケーナと同様にG/Em（ト長調/ホ短調）のキーに合うようにソラシドレミファ♯ソという音階で調律されている。基本形はレからその上のオクターブのシまでの13音を
- 上段7本（レ・ファ♯・ラ・ド・ミ・ソ・シ）
- 下段6本（ミ・ソ・シ・レ・ファ♯・ラ）

と振り分けたものだが、現在はこれに更に管を付け足して音域を広げた楽器が一般的である。また、半音（ド♯・レ♯・ファ・ソ♯・ラ♯）だけを束ねた3段目の列を付け足したクロマチック音階サンポーニャも登場している（#管の配列）。音域別に4つの名前に細分化され、最低音用からトヨ（全長1m以上）、サンカ（全長60cm弱）、マルタ（30cm前後）、最高音のものがチュリ（全長15cm程度）と呼ばれる（#音高と管の長さの関係）。もっとも一般的に使われるサンポーニャはマルタであり、これは一般的なケーナとほぼ同じ音域、リコーダーで言うとアルトリコーダーに近い音域を受け持つ。

## 起源
サンポーニャの起源は前インカ帝国の時代にまで遡る。例として、現在のペルー南海岸のイロで発展したチリバヤ文明（紀元900年 - 1440年）の墓から、1列6管の植物製のサンポーニャがミイラの副葬品として出土している他、ペルー中部のナスカ文明の遺跡からは、陶器や動物・人の骨で作られたサンポーニャが出土している。また、ペルー北海岸のモチェ文明の遺跡からはサンポーニャの絵が描かれた陶器が出土している。

## 原材料

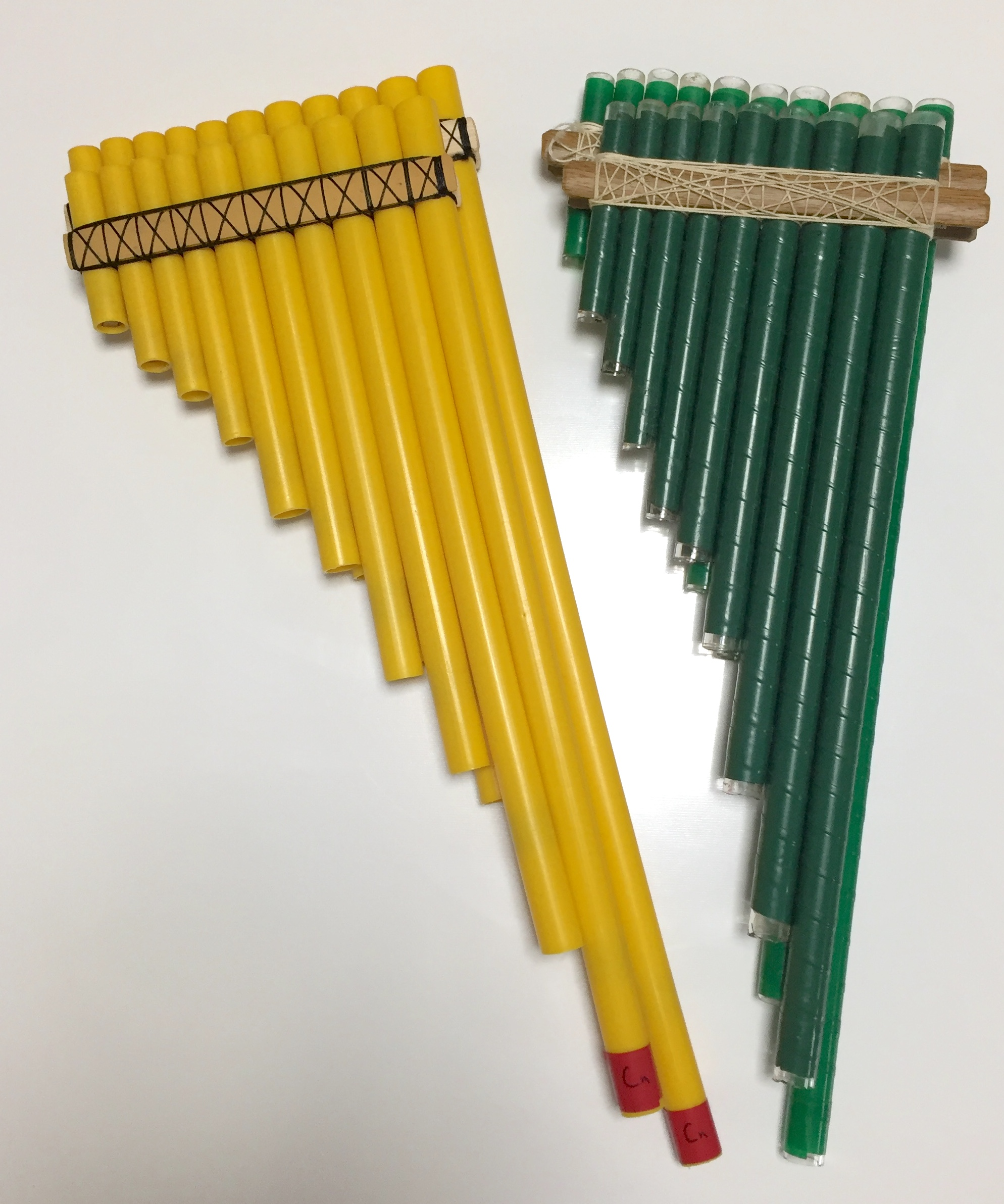
左：プラスチック製、右：アクリル製

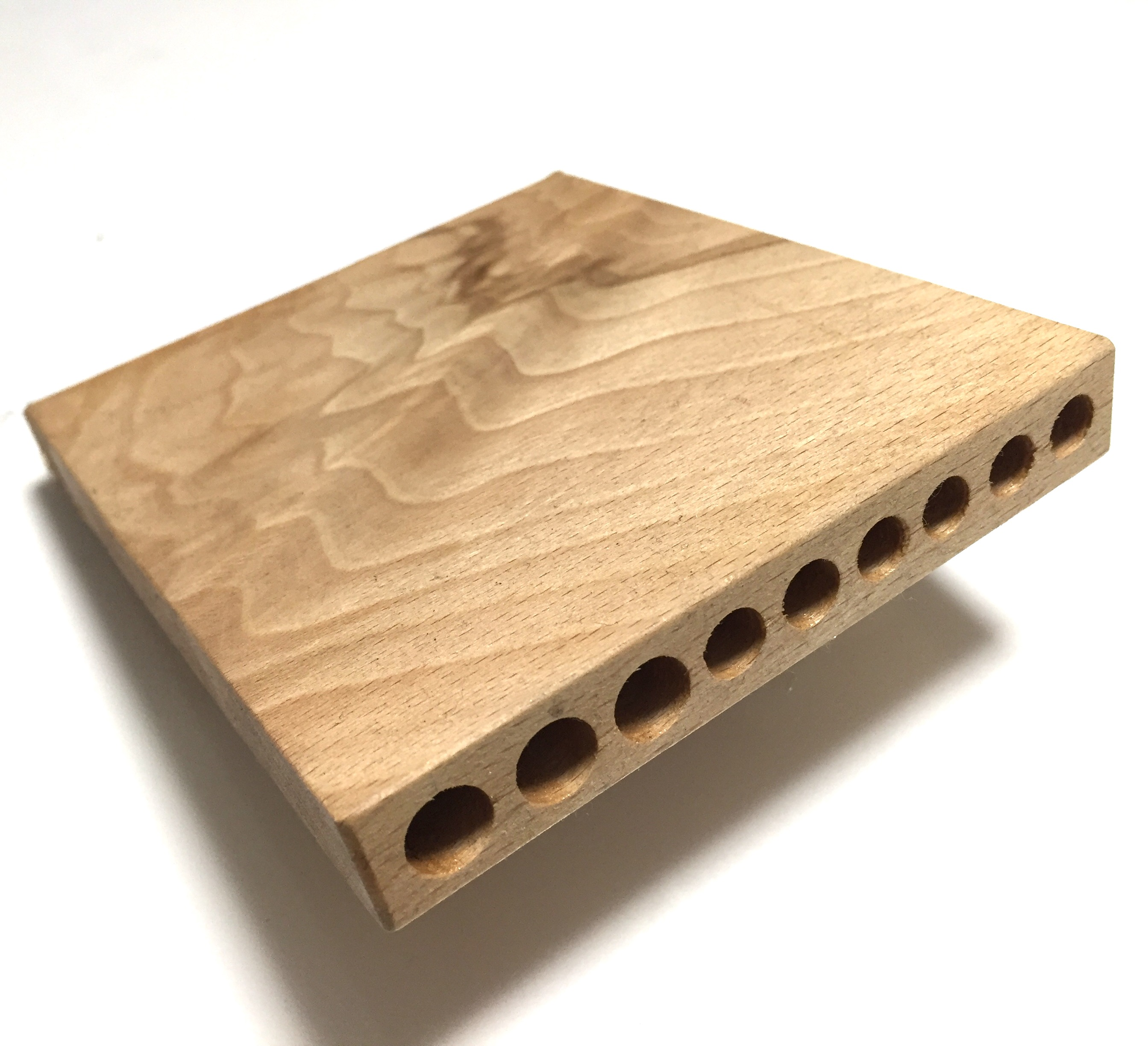
木製サンポーニャ（材質：ヒノキ）

サンポーニャは閉管構造の筒を束ねただけの、単純な構造のエアリード楽器であることから、適切な寸法が確保された真直な筒に加工可能であれば、基本的に「なんでも」材料として使用可能な楽器である。
葦および竹が一般的だが、アクリル、プラスチックといった樹脂製品も使用される。また、ステンレスやアルミ等の金属、木、動物の骨、石およびストロー等も使用される。
材料に関しては上記のように制限がない一方で、実際に演奏する際の音の明瞭さ、安定性等を考慮すると以下のような特性が求められる。
1. 加工性：目標とする音高に対して適切な内径・外径・長さの管を作成できること。
2. 調達の容易さ：安価で一般的に流通していること。
3. 耐久性：温度や湿度の環境変化や外的衝撃により管が容易に破損しないこと。
4. 管内部の表面粗さ：表面粗さは小さい方が優れている。例として、管内部に細かな傷や毛羽立ち等がある場合、息を吹き入れた際に管の振動にムラが生じ、発音が不明瞭となりやすい。
5. 重量：過度に重くないこと。21管の２列マルタ管において、一般的な重量は200–300g程度である。

葦、竹は上記特性において総じて優秀だが耐久性に劣る。特に葦製のサンポーニャは、年間の気温や湿度の変動が激しい日本においては不利な材料であり、冬季の低温・乾燥環境に耐えられずひび割れが発生し、音が出なくなるといったトラブルが生じやすい。アクリル、プラスチック等の樹脂製サンポーニャは耐久性が高い他、サンポーニャ生産国であるボリビアにおける葦の供給不足といった問題を受けて徐々に普及が進んできている。一方で、樹脂製サンポーニャは葦製に比べ重い、見た目や質感が見劣りするといった欠点があり、このような理由から、現在でも葦製サンポーニャの人気は高い。

## 音高と管の長さの関係

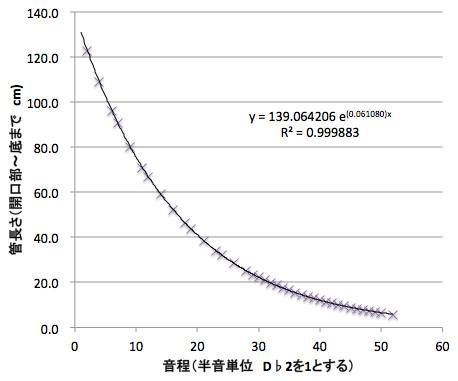
図：サンポーニャの管長（実測値）と音高

サンポーニャは閉管構造の筒を束ねた楽器であり、音高は管長（筒の開口部から閉管の底部までの距離）と相関する。
低音用の「トヨス」、中低音用の「サンカ」、中高音用の「マルタ」の管長と各音高の実測結果を下表に示す。この関係をグラフ化すると、図のような自然対数に従う。
| 音高 （オクターヴ表記） | 管長（実測値） | 管内径    | 対応するサンポーニャの種類 |
| 音高 （オクターヴ表記） | (単位 cm)      | (単位 mm) | 対応するサンポーニャの種類 |
| ----------------------- | -------------- | --------- | -------------------------- |
| D2                      | 121            | 16        | トヨス                     |
| E2                      | 106            | 16        | トヨス                     |
| F#2                     | 96             | 16        | トヨス                     |
| G2                      | 90             | 16        | トヨス                     |
| A2                      | 79             | 16        | トヨス                     |
| B2                      | 72             | 16        | トヨス                     |
| C3                      | 66             | 13        | トヨス                     |
| D3                      | 59             | 13        | トヨス、サンカ             |
| E3                      | 52             | 13        | トヨス、サンカ             |
| F#3                     | 47             | 13        | トヨス、サンカ             |
| G3                      | 44             | 13        | トヨス、サンカ             |
| A3                      | 37.5           | 13        | トヨス、サンカ             |
| B3                      | 34.5           | 13        | トヨス、サンカ、マルタ     |
| C4                      | 33             | 13        | トヨス、サンカ、マルタ     |
| D4                      | 29             | 12        | トヨス、サンカ、マルタ     |
| E4                      | 25.1           | 12        | サンカ、マルタ             |
| F4                      | 23.4           | 12        | サンカ、マルタ             |
| F#4                     | 22.4           | 12        | サンカ、マルタ             |
| G4                      | 21.1           | 12        | サンカ、マルタ             |
| G#4                     | 19.8           | 12        | サンカ、マルタ             |
| A4                      | 18.8           | 12        | サンカ、マルタ             |
| A#4                     | 17.5           | 12        | サンカ、マルタ             |
| B4                      | 16.6           | 12        | サンカ、マルタ             |
| C5                      | 15.5           | 12        | サンカ、マルタ             |
| C#5                     | 14.6           | 11        | サンカ、マルタ             |
| D5                      | 13.6           | 11        | サンカ、マルタ             |
| D#5                     | 13             | 11        | マルタ                     |
| E5                      | 12.2           | 11        | マルタ                     |
| F5                      | 11.5           | 11        | マルタ                     |
| F#5                     | 10.75          | 9         | マルタ                     |
| G5                      | 10.1           | 9         | マルタ                     |
| G#5                     | 9.6            | 9         | マルタ                     |
| A5                      | 8.85           | 9         | マルタ                     |
| A#5                     | 8.3            | 9         | マルタ                     |
| B5                      | 7.9            | 9         | マルタ                     |
| C6                      | 7.4            | 8         | マルタ                     |
| C#6                     | 7              | 8         | マルタ                     |
| D6                      | 6.4            | 8         | マルタ                     |
| E6                      | 5.6            | 8         | マルタ                     |

## 調律
サンポーニャの調律には、管長の調整と奏法による調整の2通りがある。
演奏前に管長の調整にて調律しておき、演奏中は楽器の音を聴きながら奏法の調整にて微妙な音程のズレを都度修正する技量が演奏者には求められる。

### 管長の調整

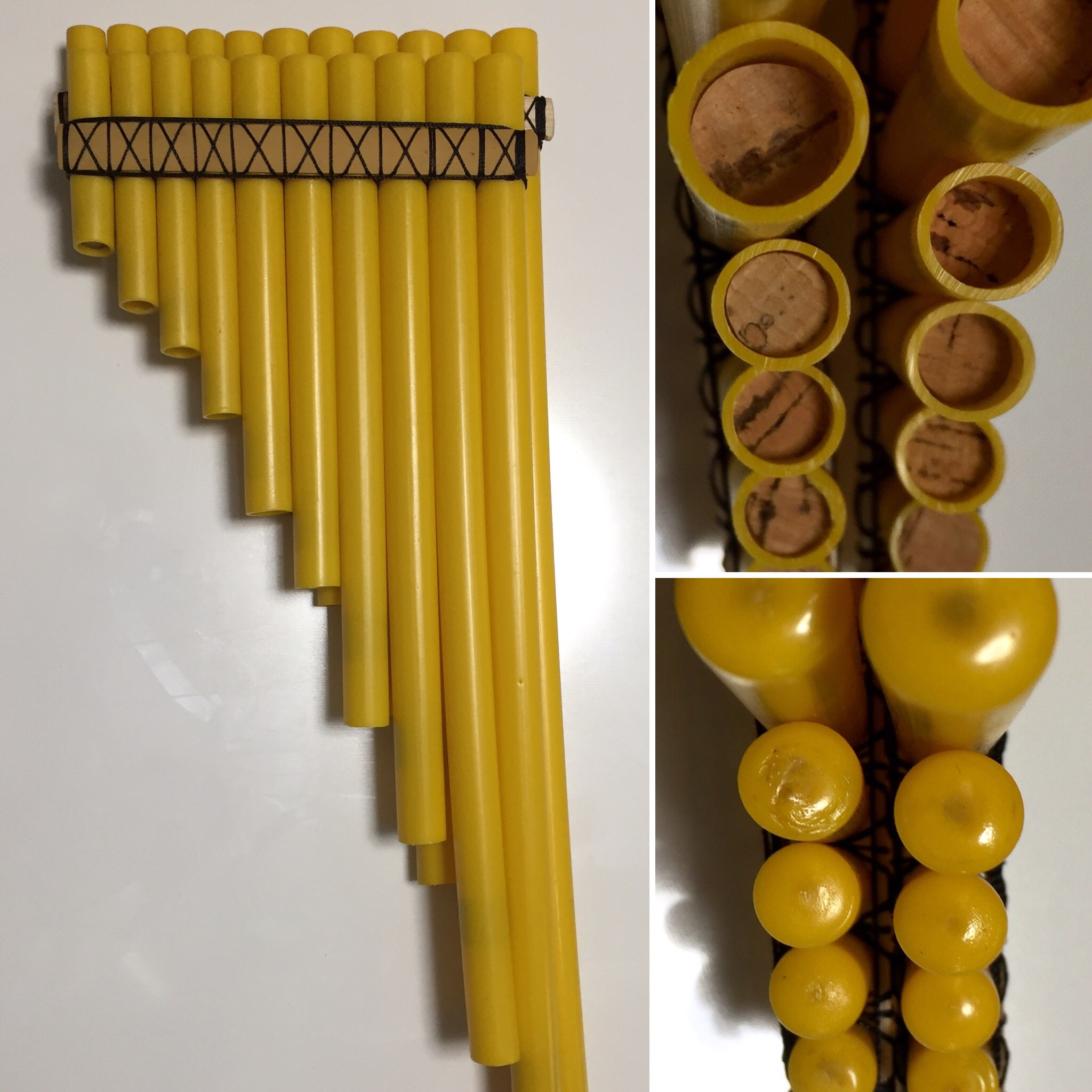
サンポーニャ（マルタ）の管底。右下：管底固定式、右上：管底非固定式（コルク栓）

#音高と管の長さの関係で述べたとおり、サンポーニャの各管の音高は管長（歌口から管底までの距離）と相関する。以下の2通りの方法のいずれかで管長を調整することで、調律を行う。
1. 管底が固定されているサンポーニャの場合
  - 任意の粒を各管に適量投入し、管長を短くすることで音高を上げる。投入する粒としては米、小豆、ビーズ等が使用される。当該方法では音高を上げることは可能だが、下げることはできない。そのため、管底が固定されたサンポーニャは本方法にて調律することを前提に、全体的に低めの音高になるよう作成されたものが多い。
2. 管底が固定されていないサンポーニャの場合
  - 底の開いた筒に栓を詰めて閉管構造を形成したサンポーニャでは、筒に棒を差し込み、底に詰めた栓をスライドさせることで音高を調整する。管底が固定されている場合と比べ、音高を上げるだけでなく下げることも可能な点が特徴的である。
  - 栓の材料としてはコルク、ウレタン、ゴム等が用いられる。筒の内径よりも若干大きい栓を詰めることで筒の内部を圧迫・密着させて固定するため、耐久性の高い樹脂製のサンポーニャ等で採用されることが多い。

### 奏法による調整

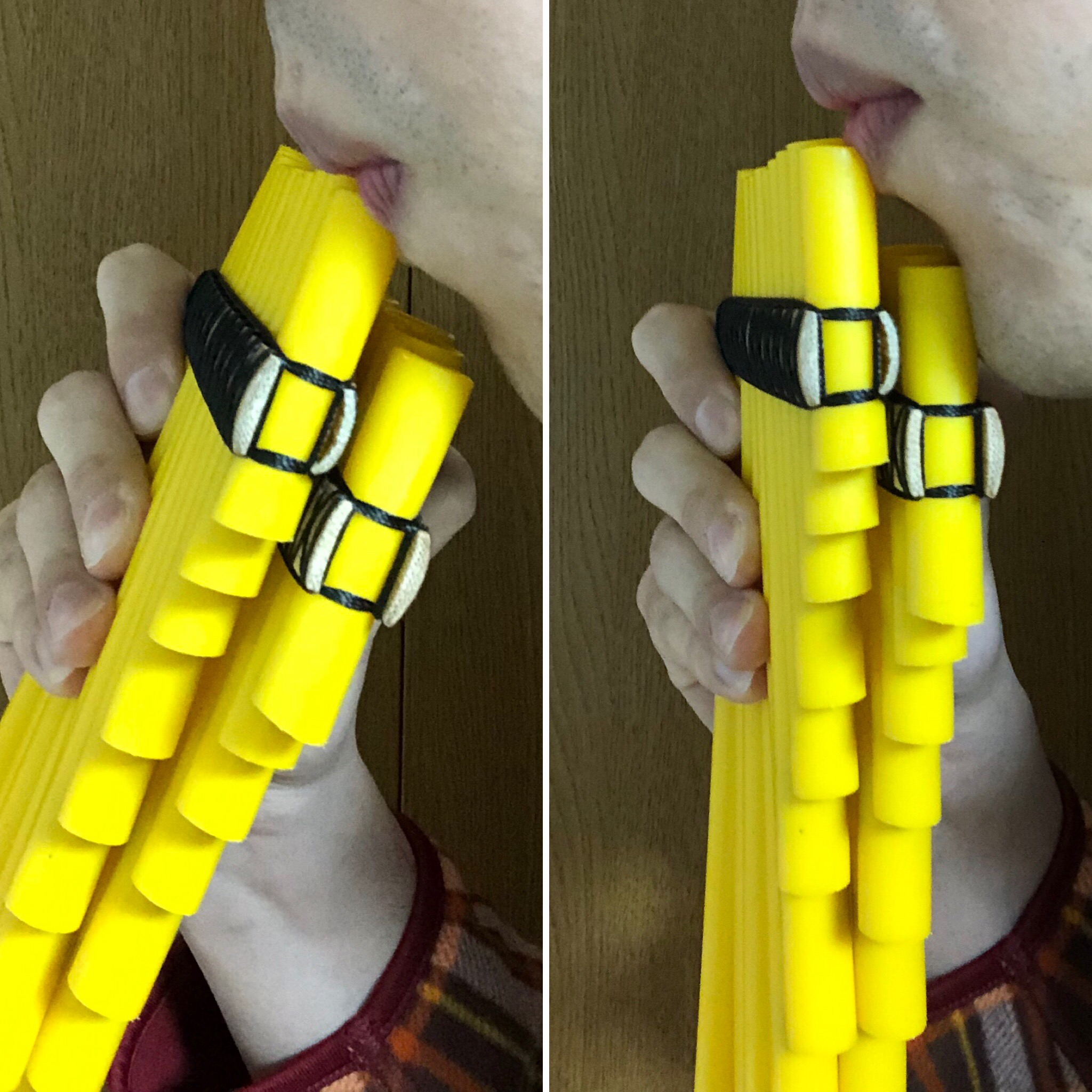
奏法による調律。左：開口部を塞ぐ（音高低下）、右：開口部を開ける（音高上昇）

サンポーニャは円筒管の開口部に唇を当てて息を吹き当てることで管を共鳴させて音を発するという方式のエアリード楽器であることから、唇を当てる強さや角度を調節し、開口部をわずかに開けたり塞いだりして吹くことで音高をある程度調整できる。
この性質を利用することで、他の楽器との微妙な音程のズレを演奏中に修正できる他、表現技法としてのポルタメントをかけることも可能である。奏法による調整効果は短い管（高音）ほど顕著に現れ、例えばマルタの高音部においては1/4音程度を奏法だけで調整できる。一方で、これは高音部になるほど吹き方のわずかなぶれが音高に影響するということであるため、正確な音高を保ちながらサンポーニャを演奏するには奏者の熟練を必要とする。

## 管の配列
サンポーニャは、竹等で作られた２枚の板に筒を挟み、紐で結んで束ねただけの単純な構造であることから、演奏する曲目や奏者の音楽的背景に合わせて管の配列を自由に設計することができる。管の本数も自由に増減可能であり、これにより一つのサンポーニャで対応可能な音域に幅を持たせることができる。ただし、重量や運搬にかさばるといった実用上の理由から、実際はある程度決まった管数および配列が取られることが多い。本項では、代表的な管の配列を述べる。

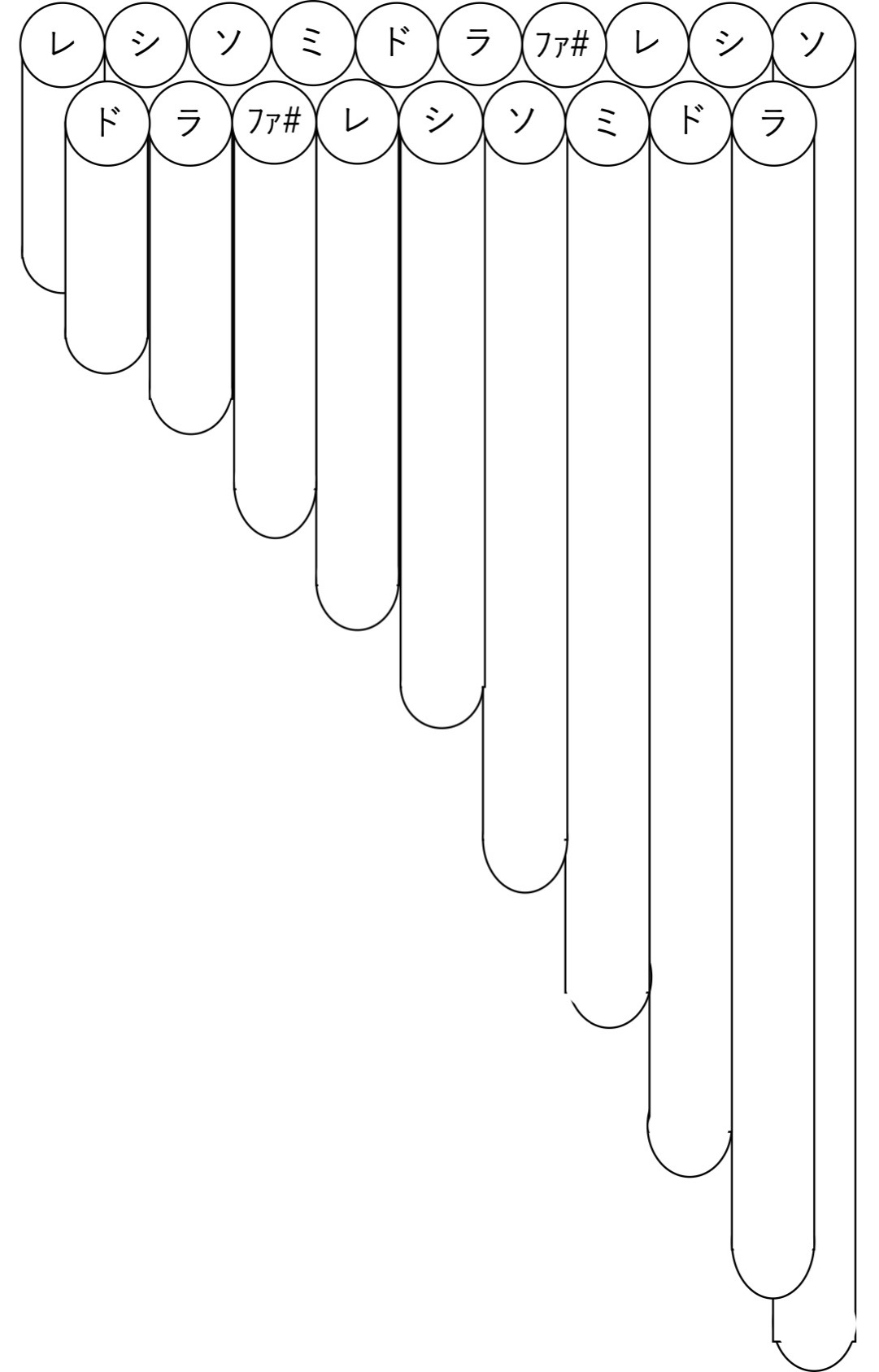
2列ダイアトニック管の配列の例（右側低音、左側高音）
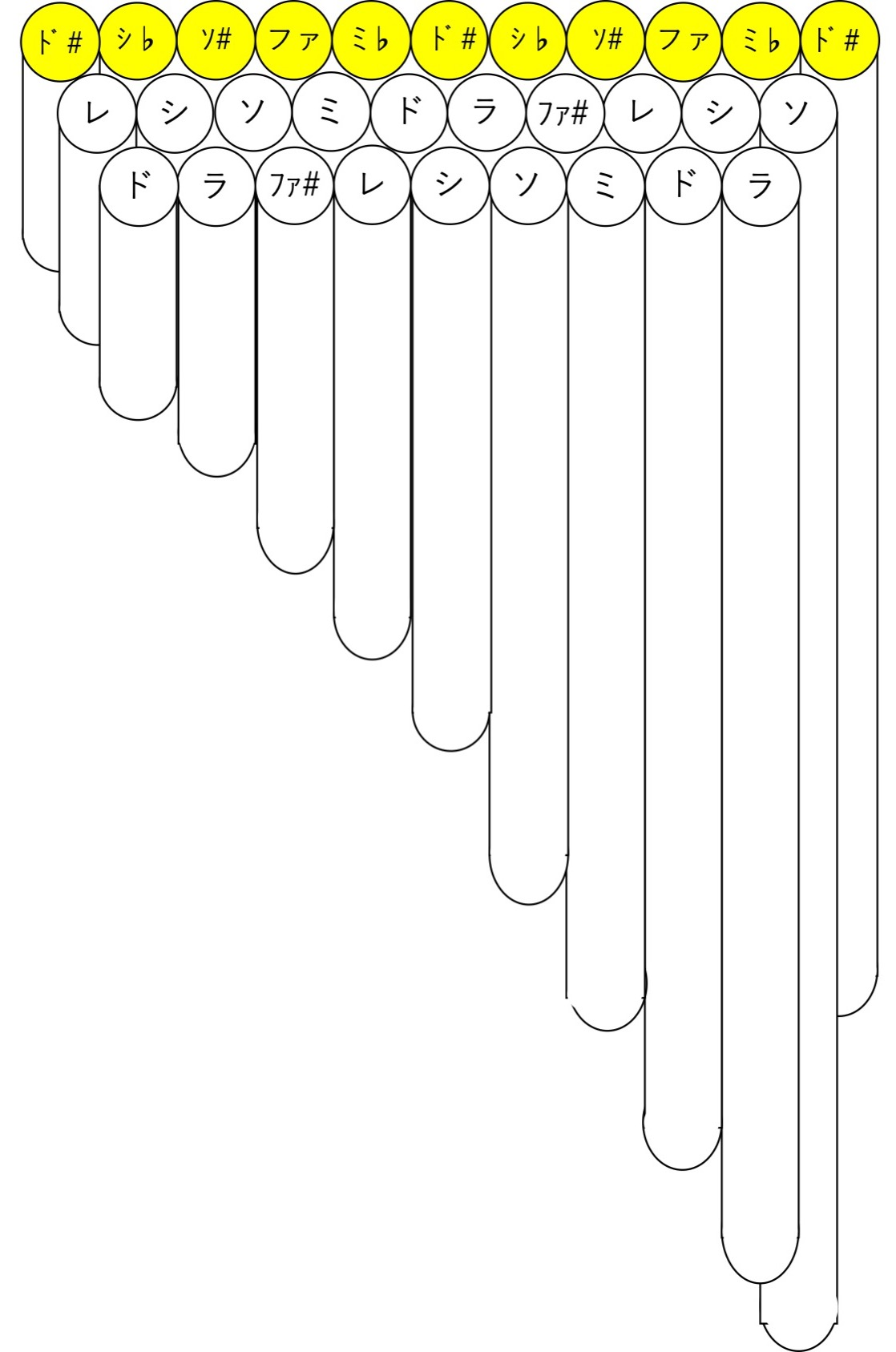
3列クロマティック管の配列の例（黄色部分が半音管、右側低音、左側高音）
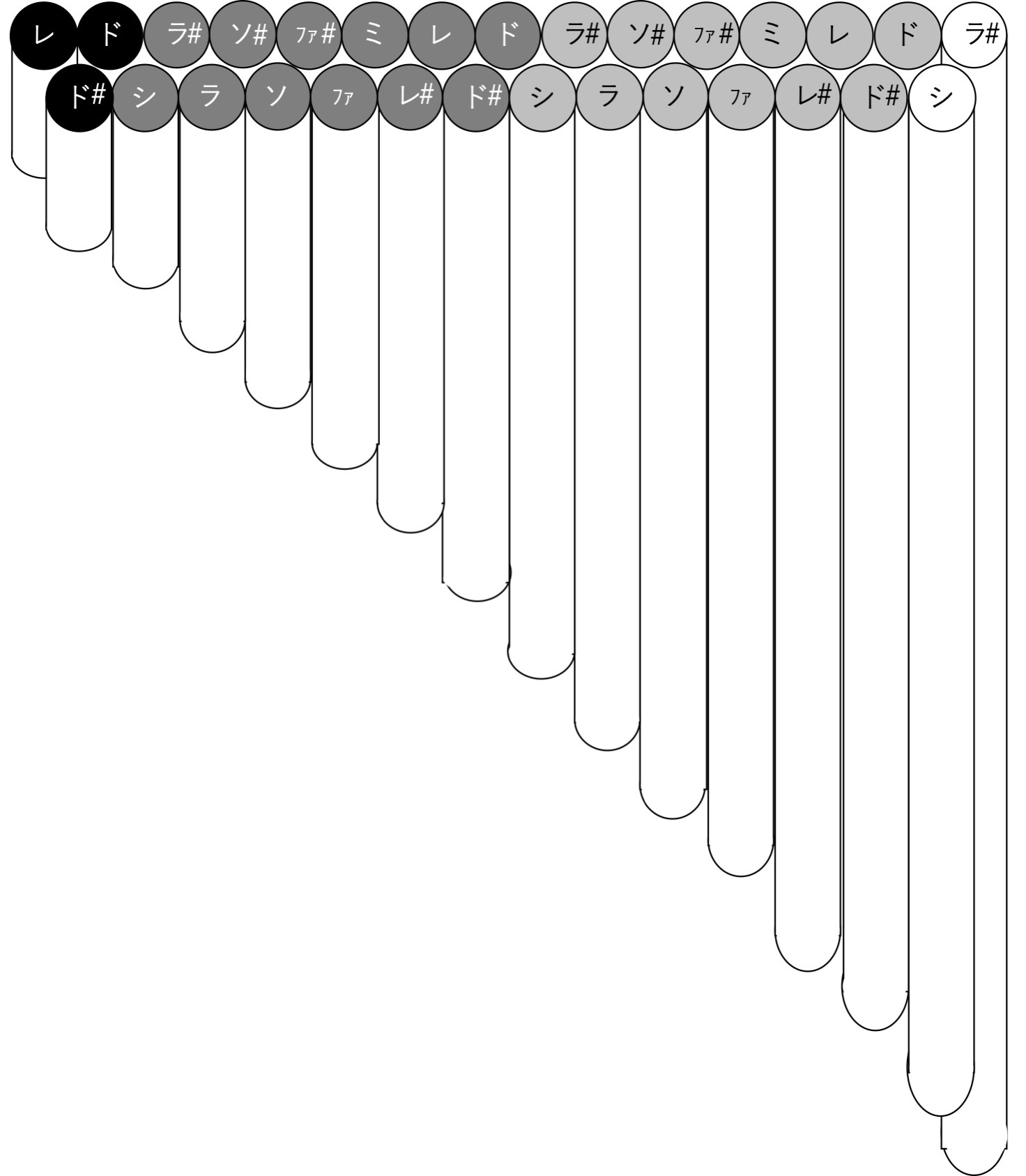
2列クロマティック管の配列の例（右側低音左側高音、オクターブごとに色分けして表示）
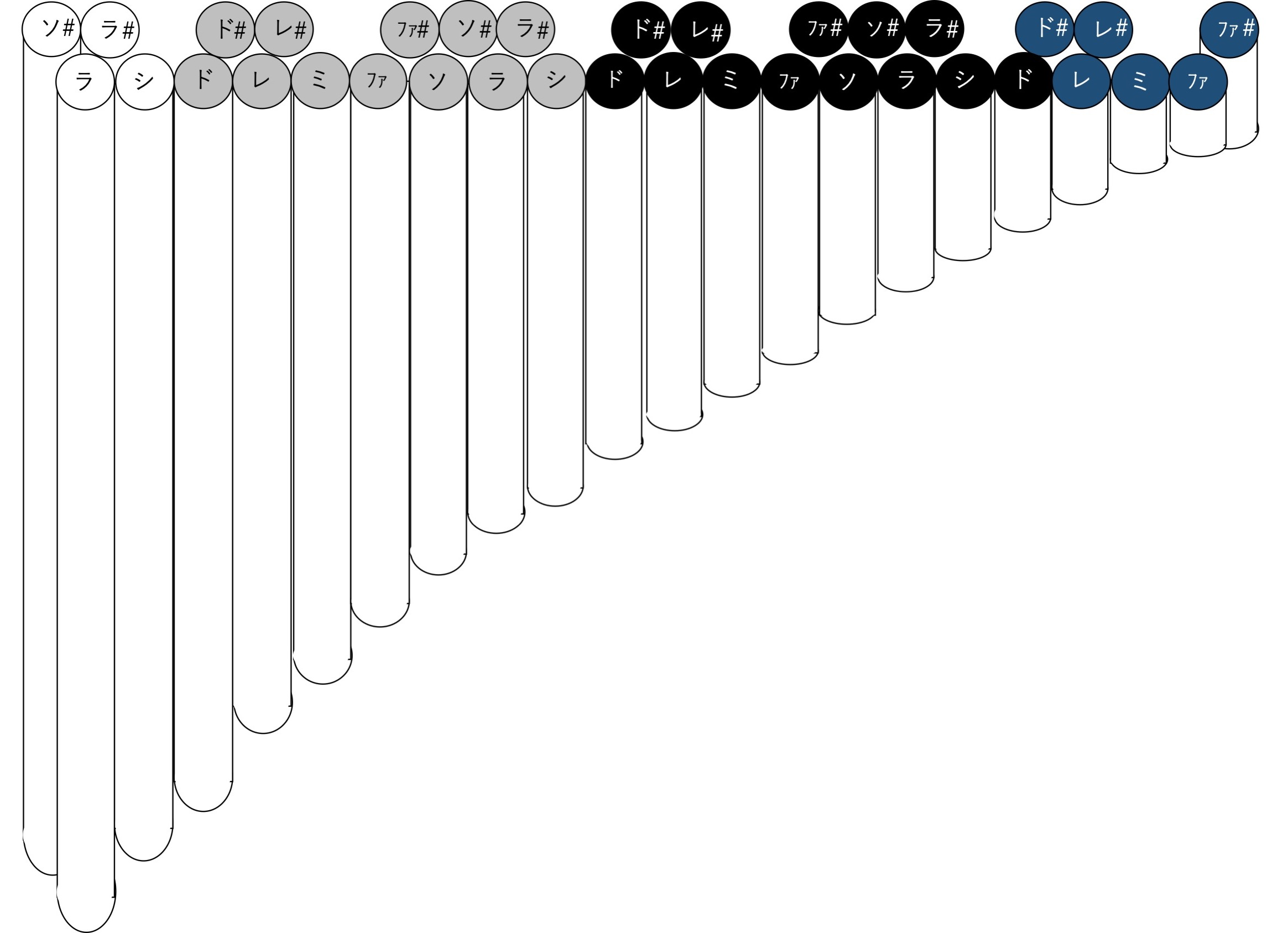
ピアノ配列（左側低音右側高音）
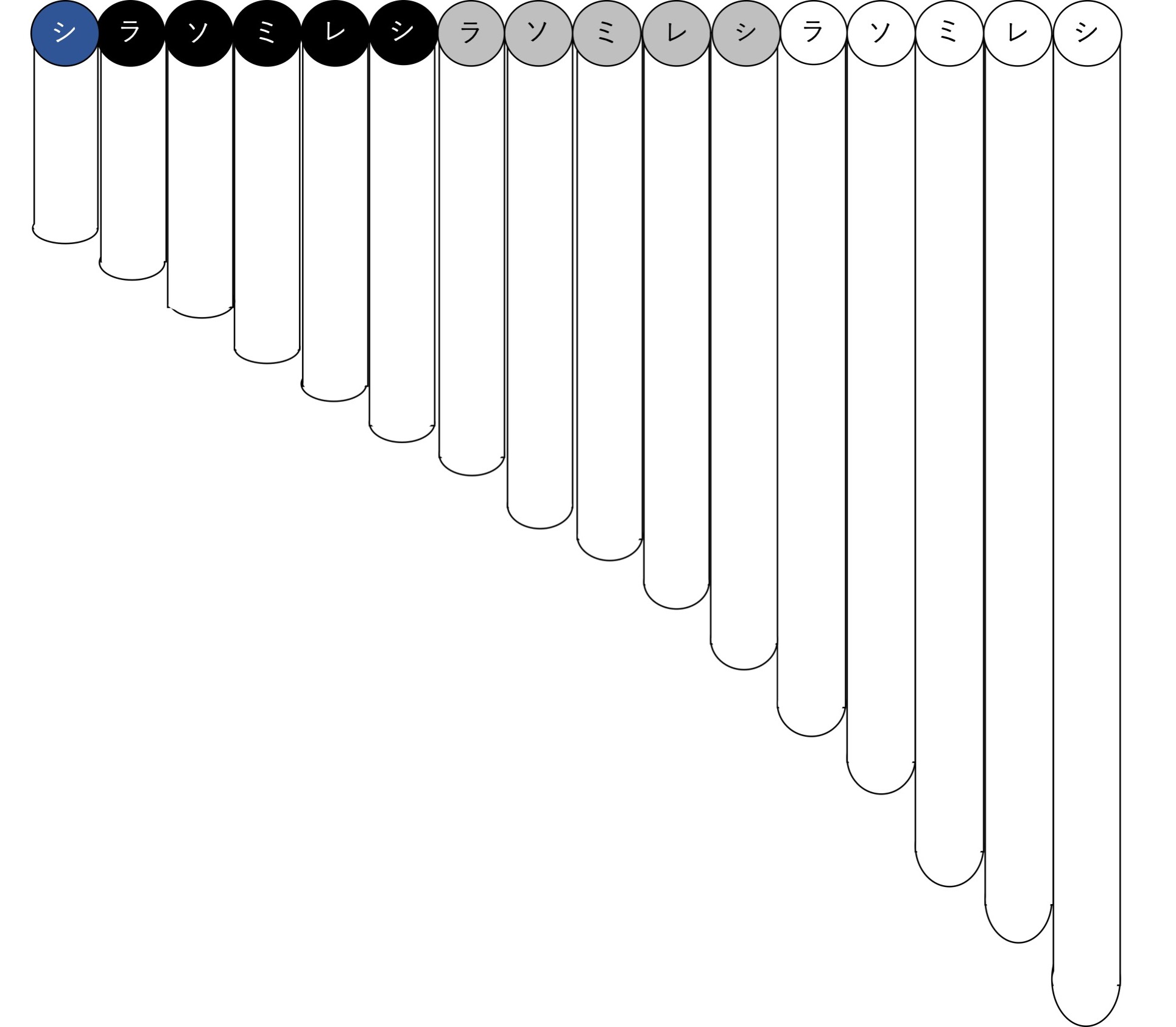
アンタラ（右側低音左側高音）図はEm/G調のペンタトニックスケール
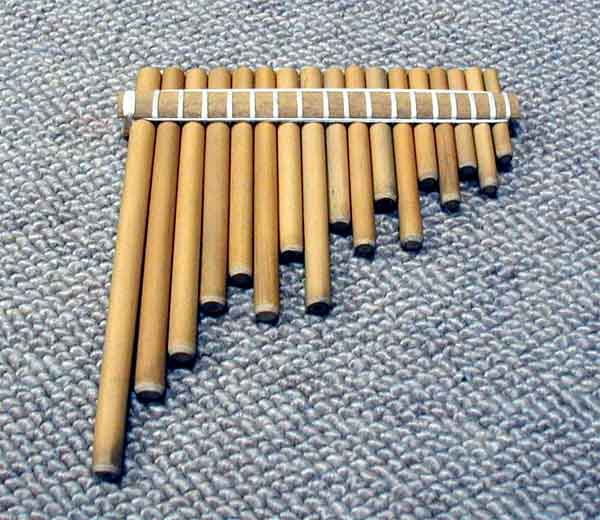
ロンダドール (Rondador)

### 2列ダイアトニック管
フォルクローレで演奏されることが多いG調／Em調（ト長調/ホ短調）のダイアトニックスケールに設定されたサンポーニャ。
管の本数は、奏者からみて手前側の列（イラと呼称される）が 7–10本、奥側の列（アルカと呼称される）が 8–11本 となっていることが多い。取り違え防止等の理由により、アルカ側の本数がイラ側の本数より１本多いデザインとなっていることのが一般的である。
一人で演奏する場合、イラとアルカを重ねて使用する。二人一組で演奏する場合（#概要のコンテスタードのこと）、一方がイラを、他方がアルカを使用して一つの旋律を分担して演奏する。コンテスタードを行う演奏上の利点は以下の通り。
1. 旋律を分担することで息継ぎが容易となるため、一音ごとの音量を高められる。また、音長を伸ばすことにより、スラーを容易に表現できる（文字通り、イラ担当とアルカ担当の「息を合わせる」ことが重要である）。
2. イラ担当者とアルカ担当者の立ち位置を聴衆の左右に振り分ける等により、定位を調整することが可能である。
3. 旋律を分担して演奏することで奏者の疲労が軽減される。サンポーニャは低音ほど発音に多量の息が必要で疲労しやすいため、トヨスやサンカ等の演奏時は特に有効である。

### 3列クロマティック管
2列ダイアトニック管に、半音で構成された列（”半音管”と呼称される）を足したもの。一人で演奏するのに用いられることが多い。
1973年から1985年ごろに生まれた配列と言われており、ボリビアのサンポーニャ奏者フェルナンドヒメネス (Fernando Jimenez) や、当時同国にて営業していたペーニャであるペーニャナイラ (Peña Nayra) に出入りしていた演奏者たちが発明に関わったと考えられている。従来のサンポーニャは、前述した2列ダイアトニック管しかなかったため、曲中の転調への素早い対応や、半音を多用する複雑な旋律の演奏が困難であったが、本配列の発明により対応可能となった。

### 2列クロマティック管
2列管を半音単位の配列で組んだサンポーニャ。発明者はボリビアのチャランゴ奏者および楽器発明家のエルネスト・カブールである。
前述の3列クロマティック管と大きく異なる点として、本配列では転調による管の移動軌跡のパターンが変わらないことが挙げられる。そのため、転調が頻繁に発生する曲目の演奏や、や、複数の調の曲目で構成されたセットリストに１本のサンポーニャで対応したい場合等に有効である。また、ブルー・ノート・スケールや陰旋法のペンタトニック・スケール、ガムラン音階等、フォルクローレ以外の音楽ジャンルで使用されるスケールにも比較的容易に対応できる。
一方、ダイアトニック管とは配列が大きく異なることから、２列クロマティック管のサンポーニャとしての練習・習熟が必要となる。また、本配列では演奏中の調性に関係ない音高の管が多く含まれることから、誤って他の管を吹いてしまった時にミスが際立ちやすいというリスクがあるため、演奏には一層の集中力を必要とする。例えば、ダイアトニック管では演奏中に誤って目的とする管の一つ隣の管を吹いてしまった場合でも、その瞬間に鳴っている和音から大きく逸脱することは少ないため、即興でアレンジに変えやすい。一方、2列クロマティックで目的の隣の管を吹いてしまうと、大抵の場合和音から逸脱するため、単純なミスとして聴衆に認識されやすい。

### ピアノ配列
ピアノと同様の配列で組んだサンポーニャ。鍵盤楽器奏者にとって配列が覚えやすいよう開発された。白鍵に当たる部分がイラ側、黒鍵に当たる部分がアルカ側となる。

### アンタラ
陰旋法のペンタトニック・スケール配列のサンポーニャ。一列であることからグリッサンドの音色が流麗であり、管をスライドさせながらの演奏に適する。３列クロマティックの半音管もアンタラと同様の配列である（この場合はB調/ A♭m調（ロ長調/変イ短調））。

### ロンダドール
配列の名称というよりもサンポーニャの一種としての名称の方が正しいが、本項にて解説する。エクアドルのサンファニート等のフォルクローレ演奏に主に用いられる配列であり、オクターブ違いのペンタトニックスケール2種を低音-高音のハーモニーとなるよう互い違いに並べた１列管である。マルタよりも高い音域を多く含む。隣接する2つの管を同時に吹く奏法やグリッサンドの音色が特徴的である。